# Laticauda (race ovine)
La laticauda est une race ovine, originaire de Campanie et de Calabre, dans le sud de l'Italie. Elle a la queue grasse et large, caractéristique qui lui donne son nom. Cette race est élevée dans son berceau d'origine, et plus particulièrement dans les provinces d'Avellino, du Bénévent et de Caserte. On la trouve aussi dans les provinces de Cosenza, de Matera et de Naples. 

## Origine
Comme la barbaresque de Sicile, la laticauda est issue de races locales et de races d'Afrique du Nord, croisées du temps de Charles VII de Naples au XVIIIe siècle.
La laticauda est l'une des races suivies par l'Associazione nazionale della pastorizia qui gère donc son livre généalogique. Elle comptait 60 000 individus en 1983. La Campanie n'en comptait plus que 7 000 au XXIe siècle. Elle est typiquement élevée dans des élevages familiaux de moins d'une vingtaine de têtes.

## Description
La laticauda est une race plutôt grande dont la brebis mesure 71 cm au garrot pour 69 kg, et le bélier, 82 cm pour 95 kg en moyenne, parfois 100 kg. La tête est lourde et sans cornes au mufle un peu busqué, les oreilles droites et le cou long. Elle possède un tronc long et large, un thorax haut et profond. Elle est caractérisée, comme son nom l'indique, par sa queue large et grasse.
Elle est élevée pour sa production laitière et pour sa chair. L'agneau est abattu à un mois lorsqu'il atteint 10 ou 15 kilogrammes. La lactation de la brebis est entre 120 et 140 kilogrammes. C'est le seul lait permis pour la fabrication du fromage appelé « pecorino di laticauda sannita » qui bénéficie en Italie d'une appellation contrôlée. Son lait est en outre largement majoritaire dans la fabrication du pecorino de Carmasciano.